# 江汉关大楼
江汉关大楼是武汉市的标志性建筑之一，位于沿江大道129号。其正门朝东，左侧与沿江大道平行。

## 歷史
1861年，英国政府根据《中英天津条约》第10款，迫使清政府将镇江、九江、汉口辟为对外贸易口岸，并分设海关。汉口海关——江汉关于1861年11月成立。
1922年11月4日，江汉关成立60周年时，该楼举行奠基典礼，并由前湖北教育厅厅长、书法家宗彝题写“江汉关”三字。
大楼于1924年1月21日落成，共耗资关平银62.21万两，由英资思九生洋行设计并监督，上海魏清记营造厂承包。这幢4层的海关大楼座落在突出江面的地段，方便监视江面活动；同时巧妙地构成了这两条马路的对景。大楼占地1499平方米，建筑面积4009平方米，主楼四层，高45.85米，钟楼五层，高23.1米，为武汉当时最高建筑。
大楼的建筑风格属于文艺复兴式样，三段式构图，中部设有典雅的钟楼，钟楼四面装有直径4米的时钟，准点的钟声一直构成武汉城市生活的一部分。花岗岩外墙，坚固壮观，东、西、北三个立面墙均有花岗石柱廊，采用科林斯柱式，北面的8根石柱直径1.5米。
1924年开始，江汉关奏响《威斯敏斯特序曲》，文革期间曾改奏毛澤東頌歌《东方红》，1987年又改回《威斯敏斯特》并沿用至今。2010年曾有网民建议改回《东方红》，认为其有中国特色，但专家认为《东方红》源自陕北民歌，而江汉关是西式建筑，二者不协调，且《威斯敏斯特》是国际通用的报时曲，最好不改。
1992年，被列入第三批湖北省文物保护单位。2001年，被列入第五批全国重点文物保护单位。
2010年，江漢關博物館籌建工作啟動，改造按照「修舊如舊」的原則進行，大樓外立面及格局均保留原貌，內部裝修設計亦盡可能還原歷史感覺。鐘樓按照1924年江漢關大樓落成時的原貌復原。通過各種現代技術，復原1924年民國海關的忙碌場景，報關大廳、稅務司室、部分業務辦公室、工作人員以及前來報關辦事的中外人士。
2015年，江漢關博物館正式開放，英文名為「。

## 争议
江汉关背后是花楼街区域，而开发商和记黄埔在此处修建数栋高达200米的摩天大楼，该楼盘建成后影响到江汉关的观瞻。

## 相册

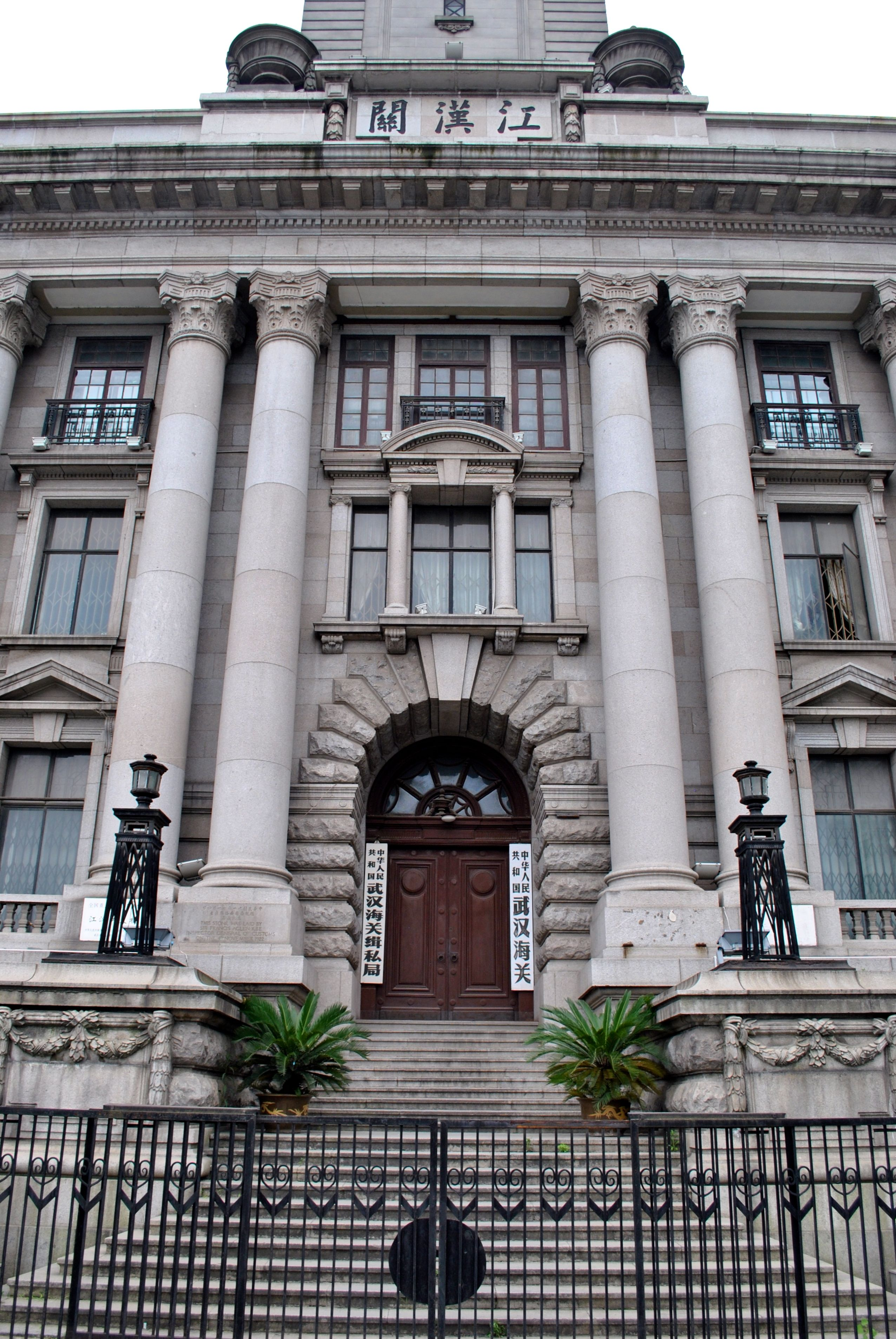
大门
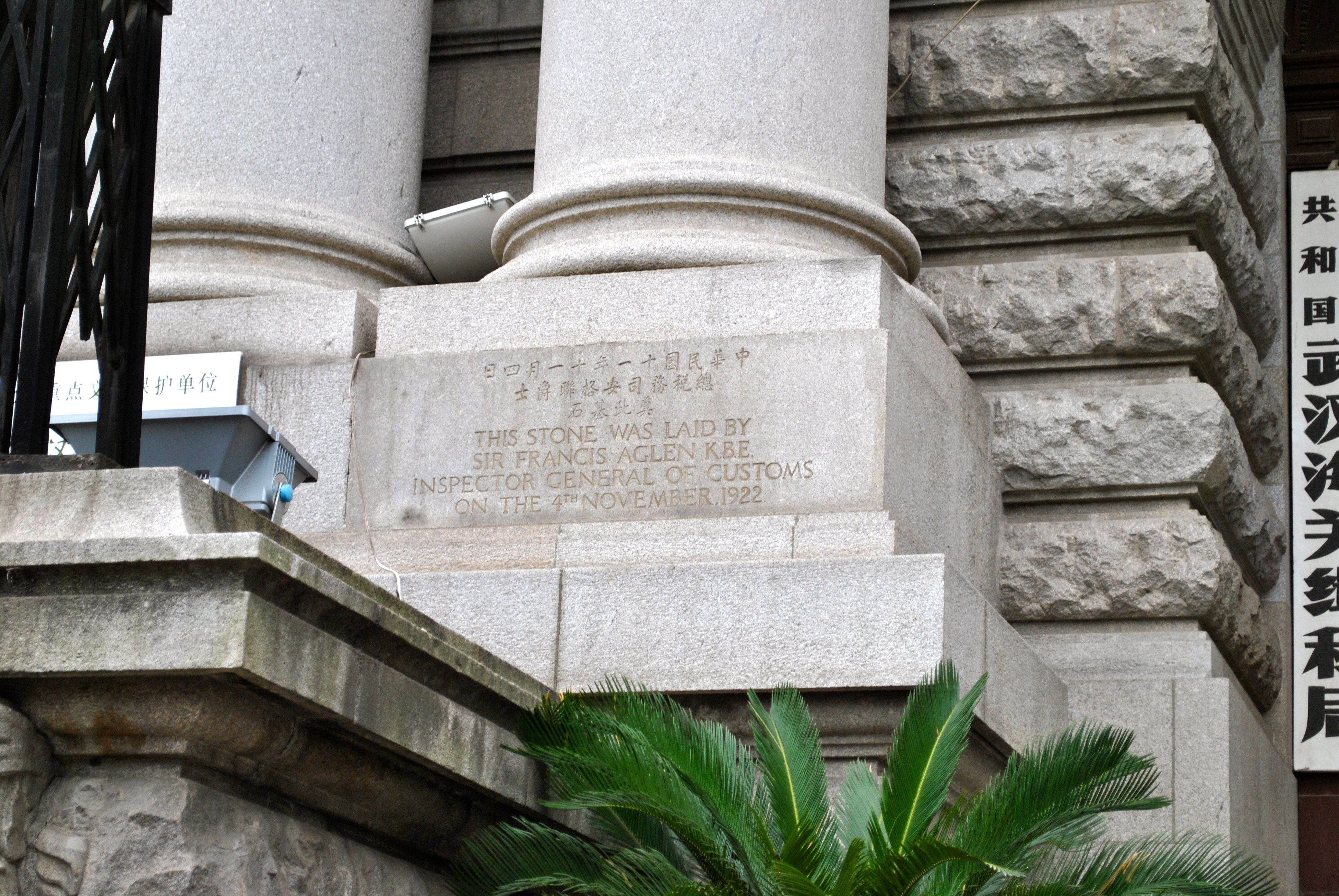
奠基石
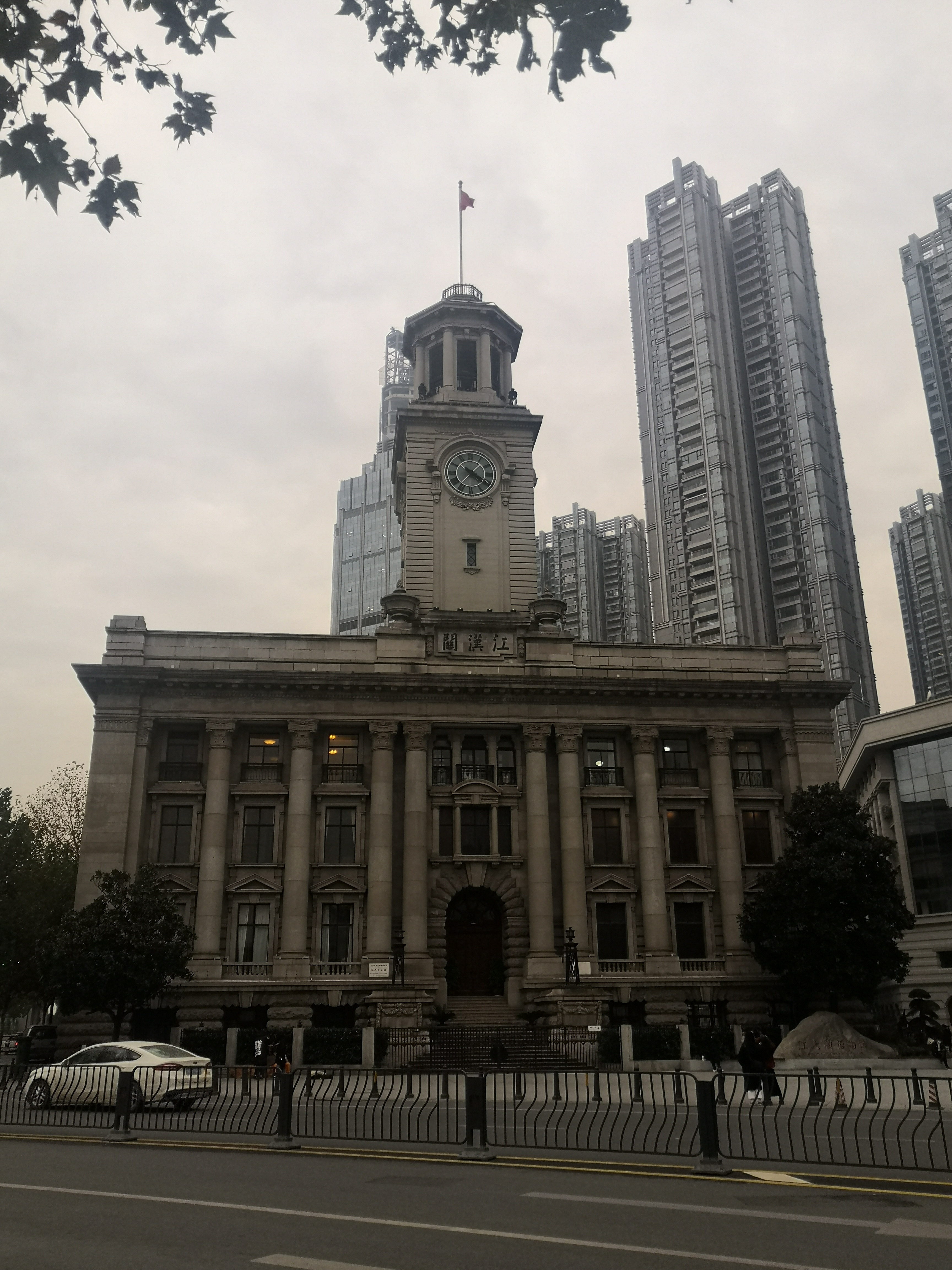
全景 （2020年拍摄）
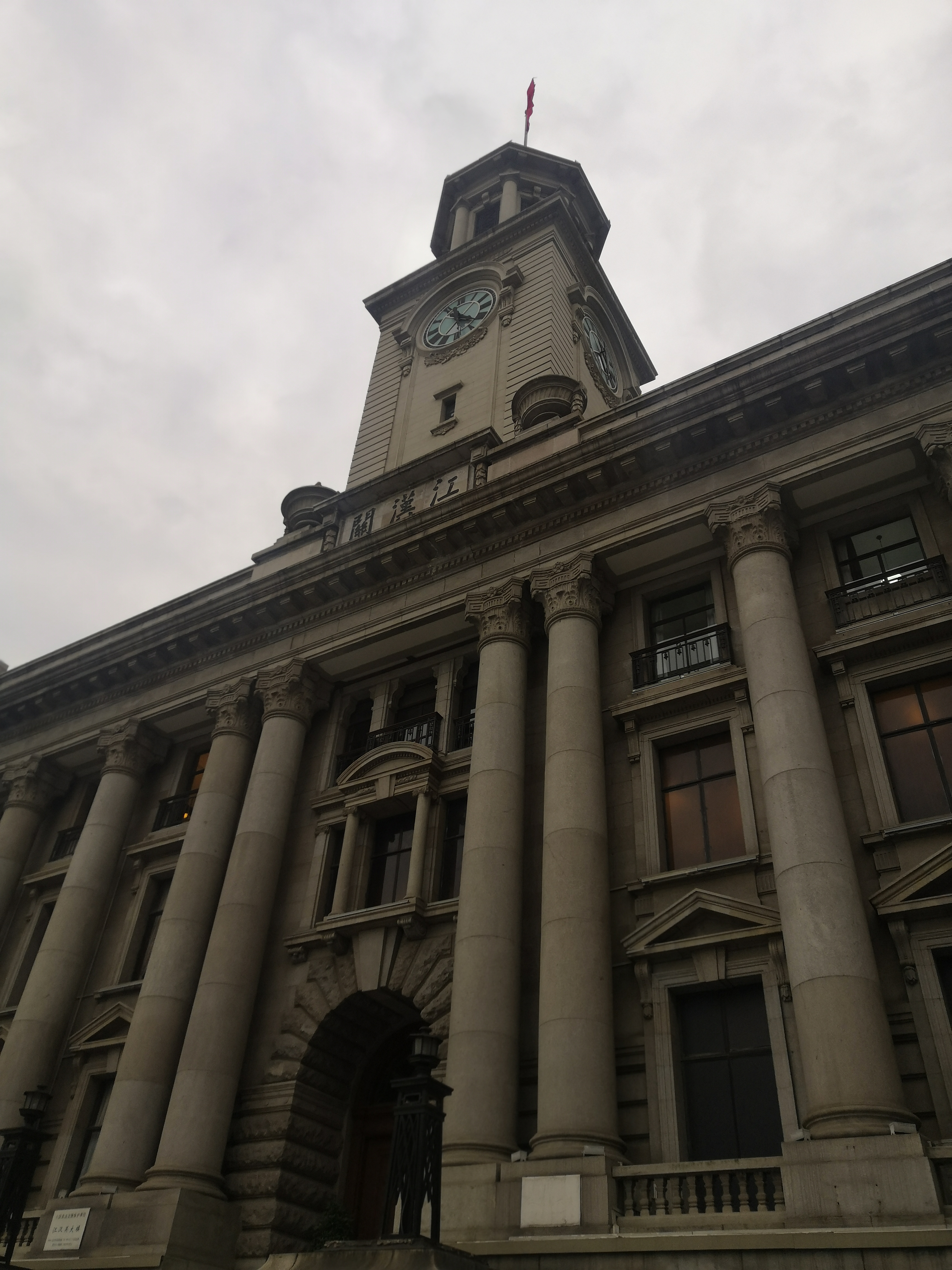
仰视 （2020年拍摄）
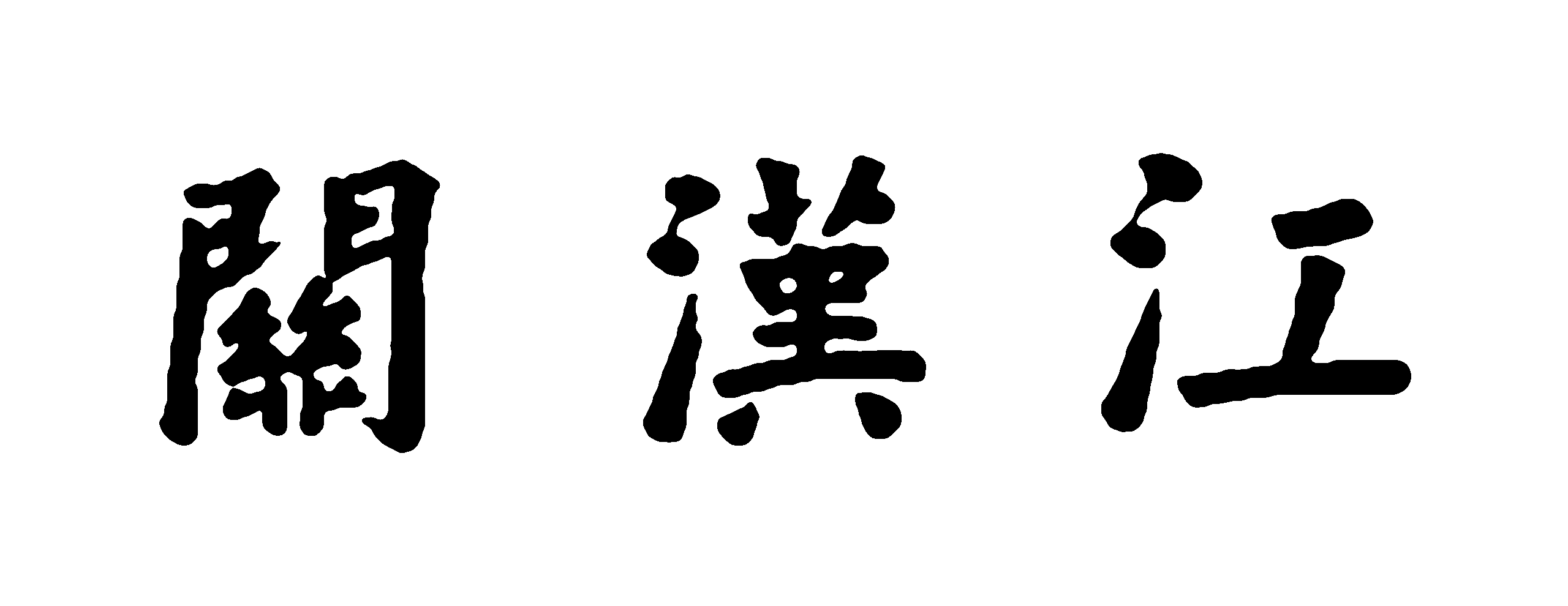
宗彝所题“江汉关”三字
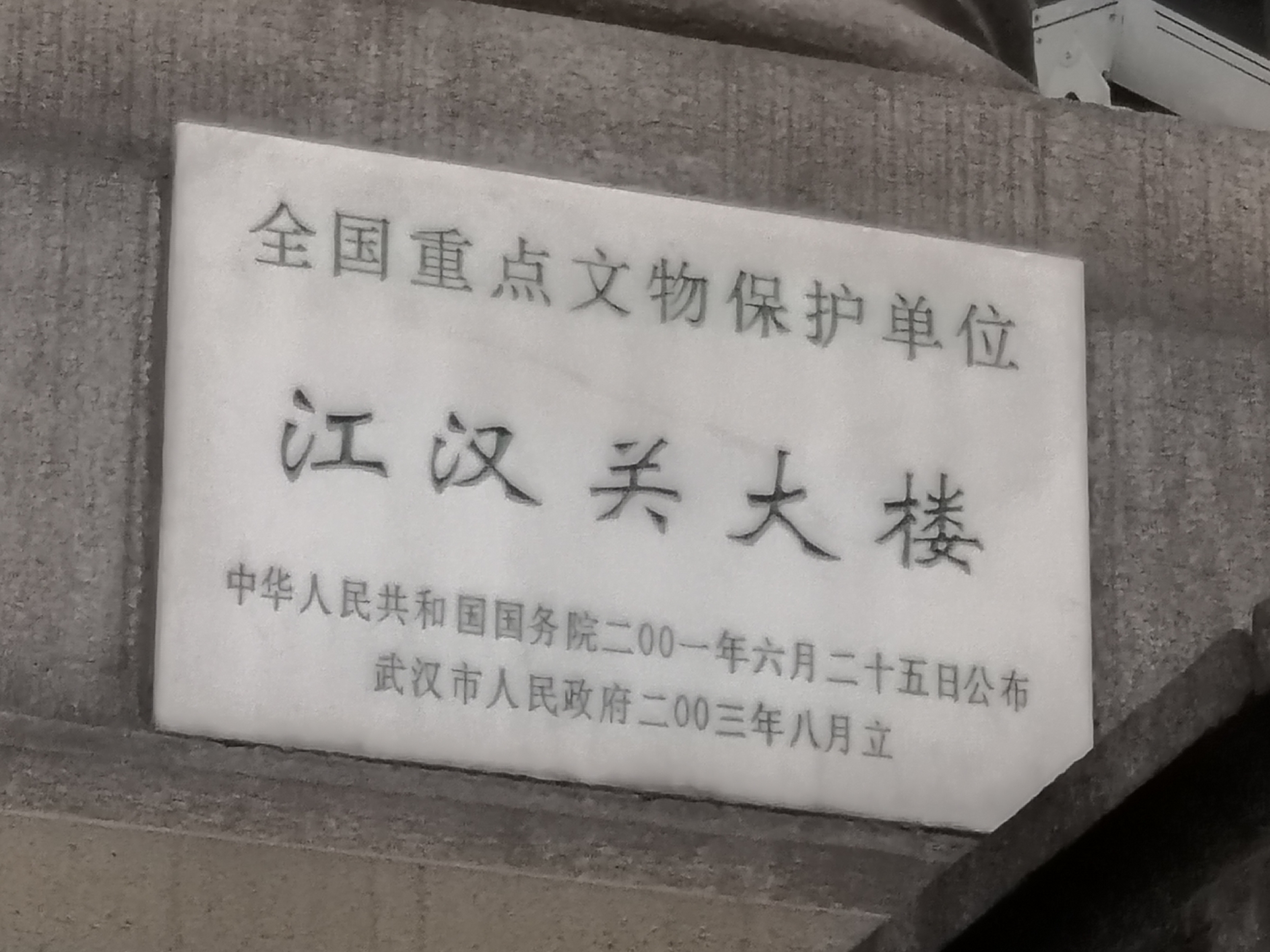
位于江汉关大楼大门右侧的国家级文保牌 （2020年拍摄）
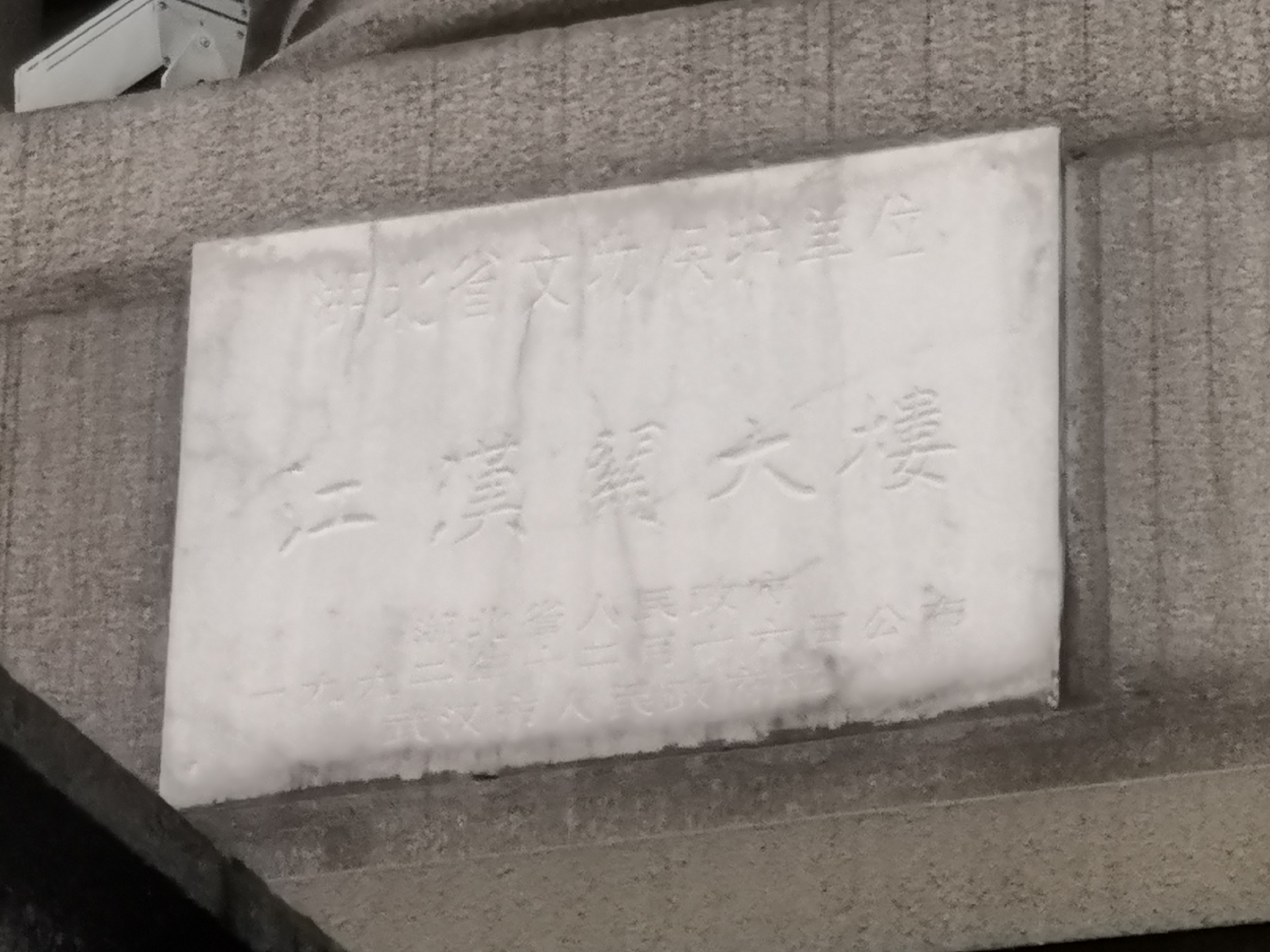
位于江汉关大楼大门左侧的省级文保牌 （2020年拍摄）
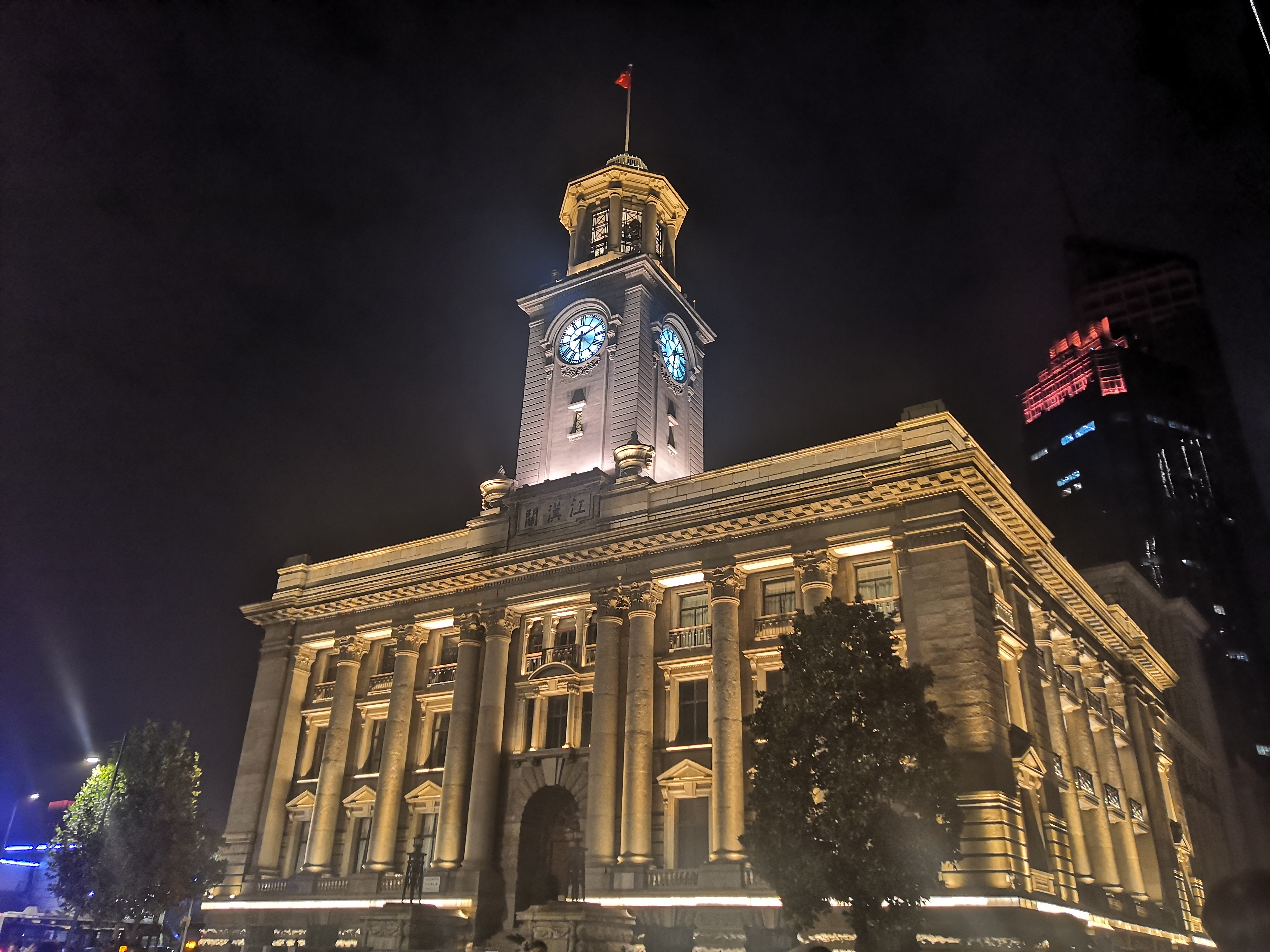
江汉关大楼夜景 （2020年拍摄）
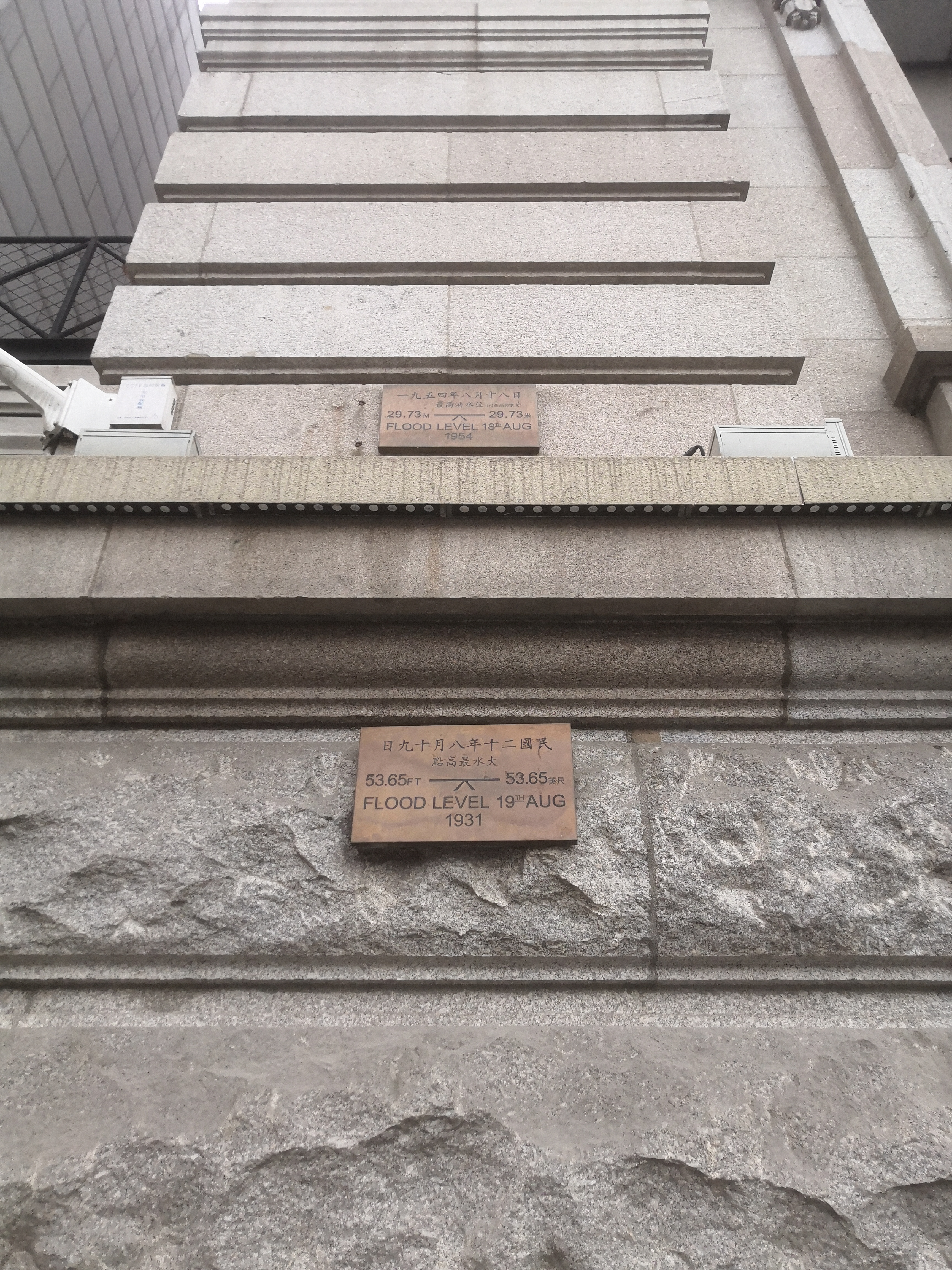
江汉关大楼靠近长江一侧水位牌 （2020年拍摄）
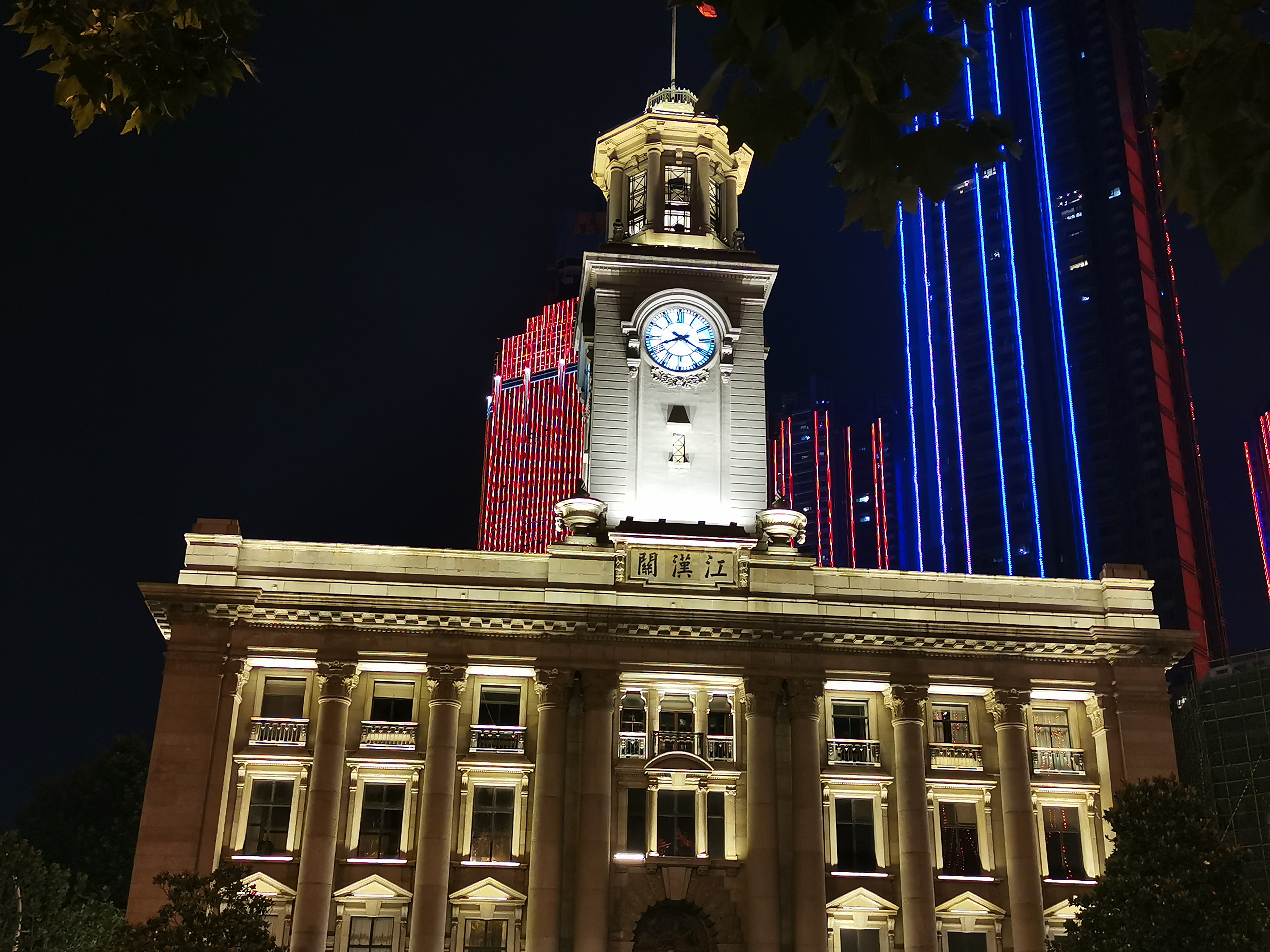
大楼夜景与后侧的和记黄埔·世纪江尚楼盘
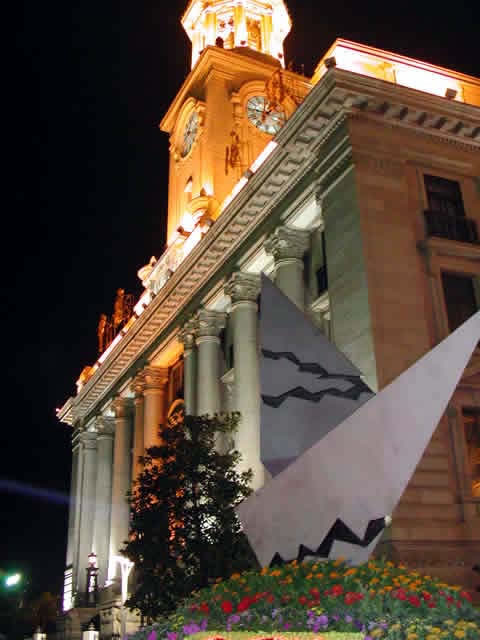
大楼右侧斜拍
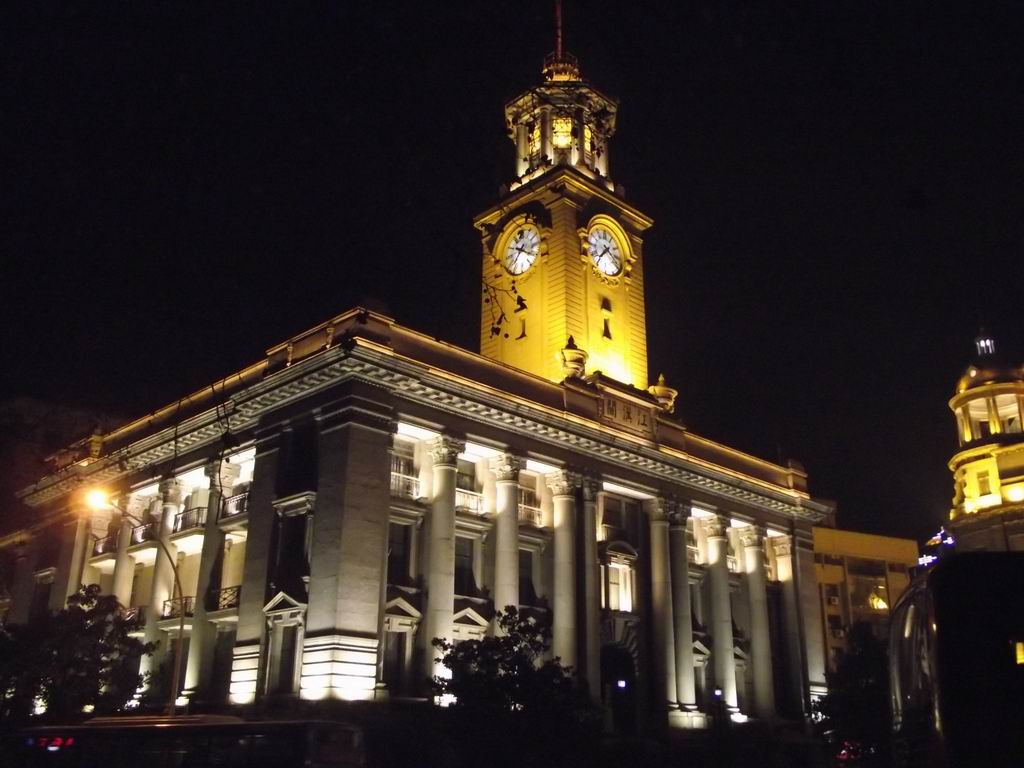
大楼左侧
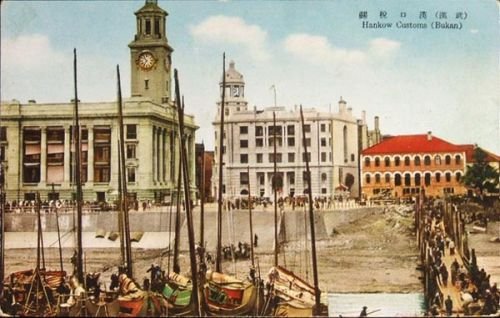
明信片上展示出1927年的江汉关大楼
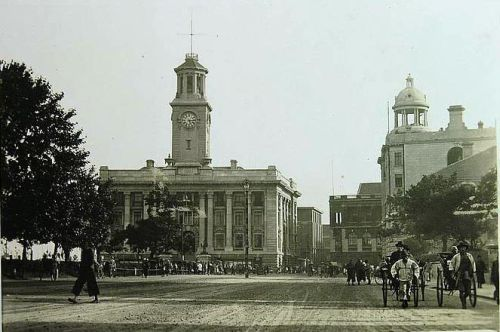
明信片上展示出1927年的江汉关大楼
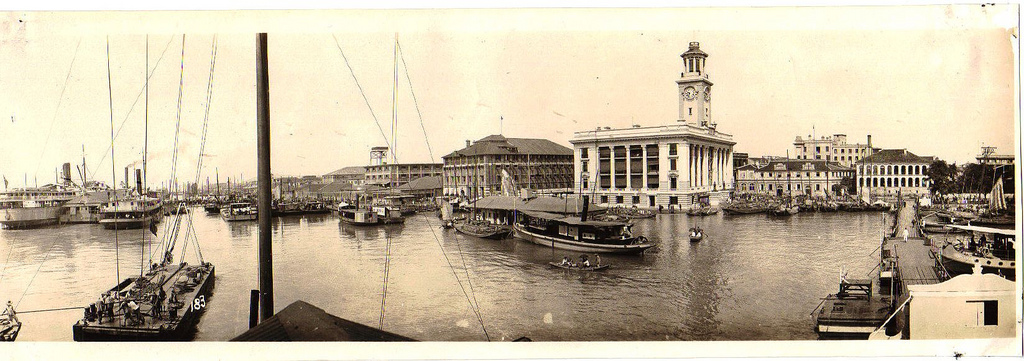
明信片上展示出1931年的汉口江滩，可见江汉关大楼

## 外部連結
- 江漢關博物館 （页面存档备份，存于）